# الکساندر آندریویچ ایوانف

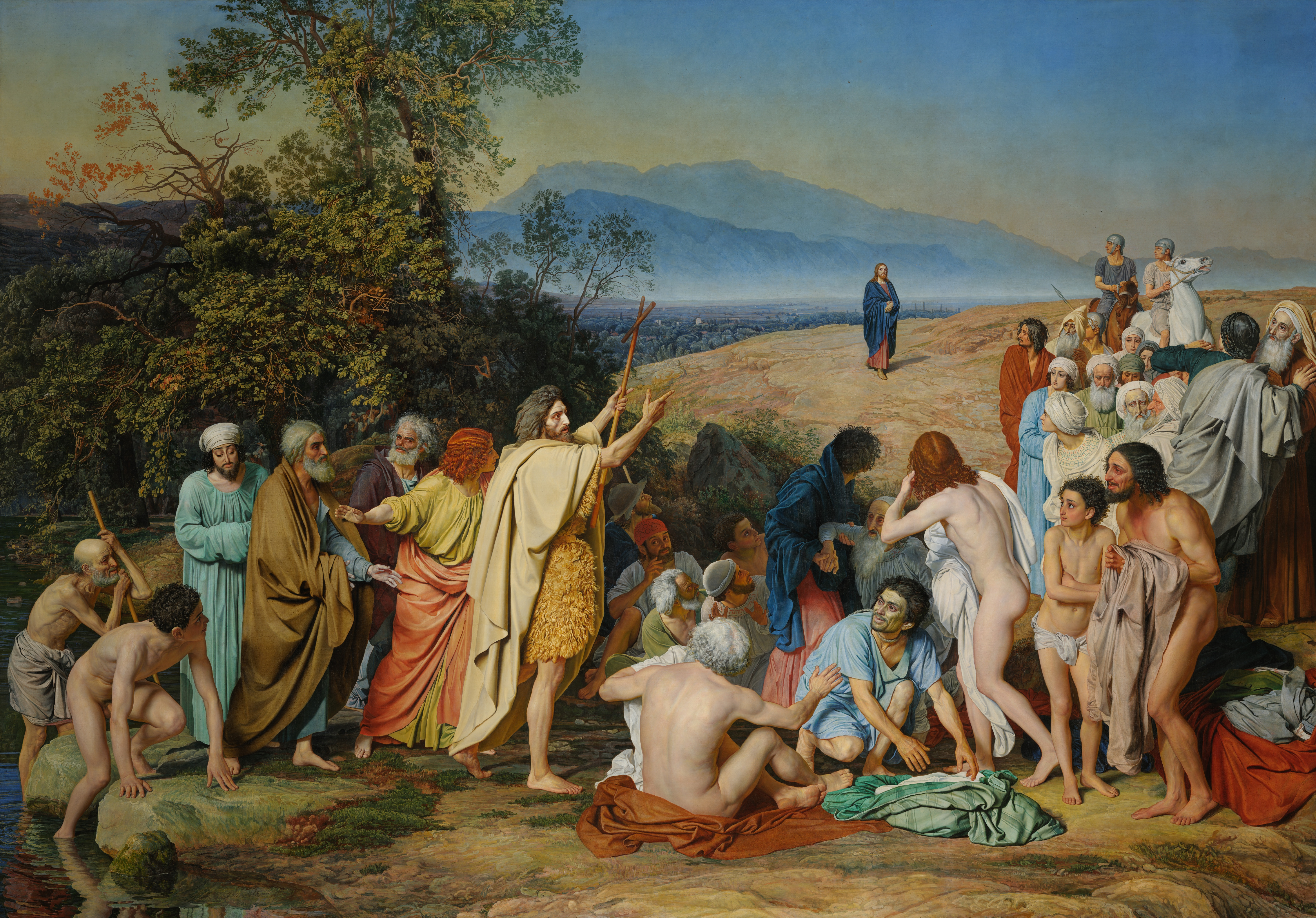
تابلوی نخستین ظهور مسیح بر مردم

الکساندر آندریویچ ایوانف (به روسی: Алекса́ндр Андре́евич Ива́нов) (۲۸ ژوئیه ۱۸۰۶ - ۳ ژوئیه ۱۸۵۸) یک نقاش روسی بود. وی پیرو سبک نئوکلاسیک بود و برای خلق آثارش از فرم و فضای کلاسیک عصر رنسانس بهره می‌گرفت.

## زندگی‌نامه
ایوانف در شهر سن پترزبورگ به دنیا آمد. او بیشتر سال‌های عمر خود را در رم گذراند. وی تحت تأثیر گروه هنری، مذهبی «ناصریان» قرار گرفت.

## نگارخانه

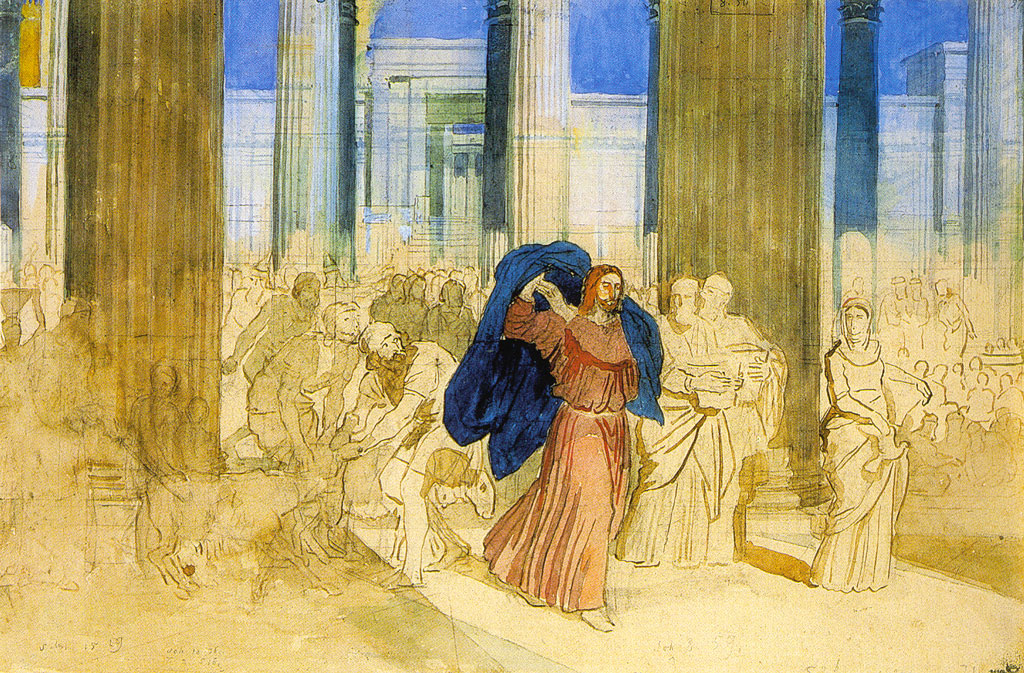
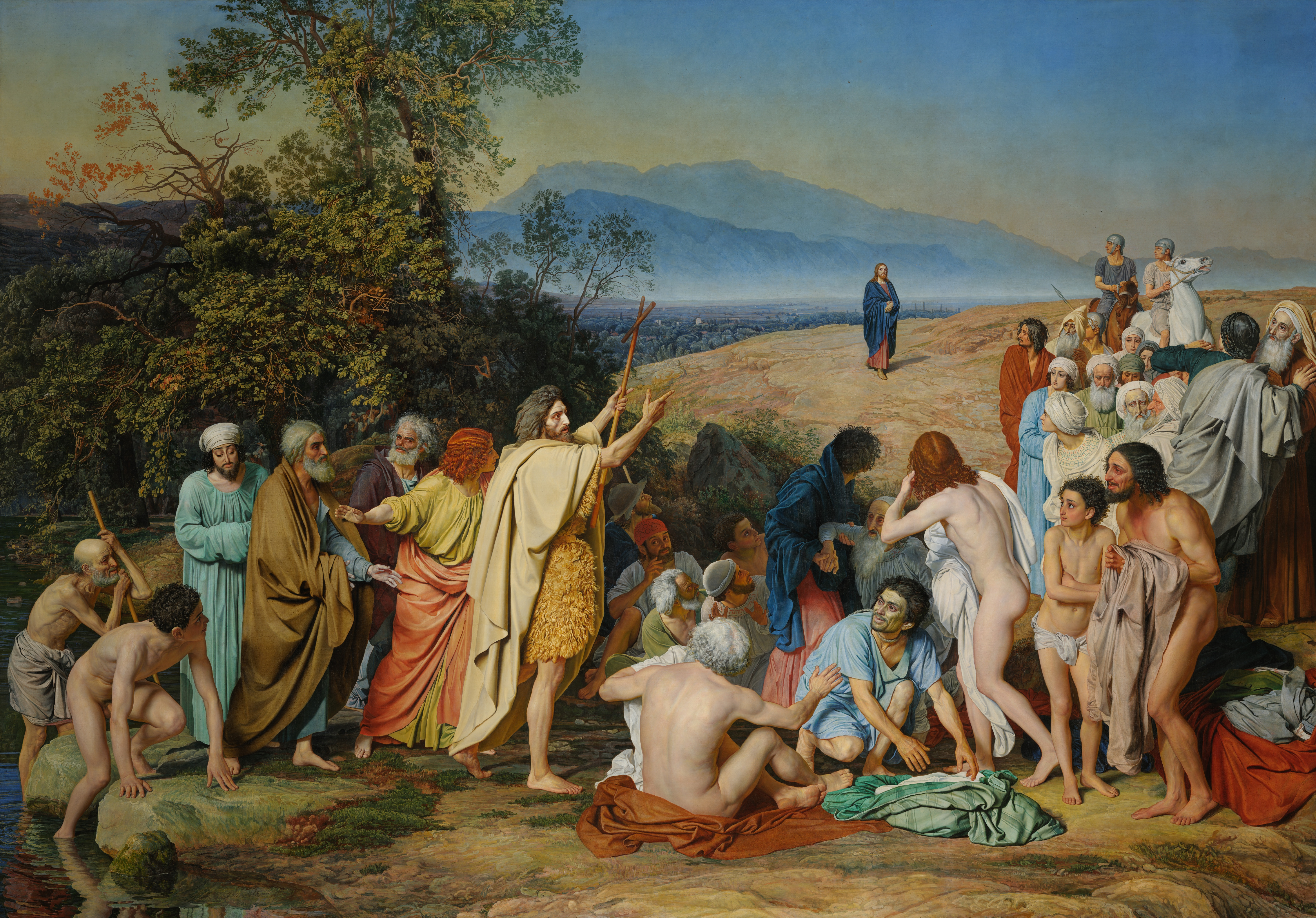